# Cot Geundreut
Cot Geundreut is een bestuurslaag in het regentschap Aceh Besar van de provincie Atjeh, Indonesië. Cot Geundreut telt 749 inwoners (volkstelling 2010).